# Фролки
Фролки — деревня в Лухском районе Ивановской области. Входит в состав Тимирязевского сельского поселения.

## География
Находится в восточной части Ивановской области на расстоянии приблизительно 10 км на запад-юго-запад по прямой от районного центра поселка Лух.

## История
В 1872 году здесь (тогда Юрьевецкий уезд Костромской губернии) было учтено 14 дворов, в 1907 году — 32.

## Население
Постоянное население составляло 82 человека (1872 год), 206 (1897), 206(1907), 13 в 2002 году (русские 100 %), 1 в 2010.